# Graignes
Graignes ist eine Ortschaft und eine ehemalige Gemeinde im Département Manche in der nordfranzösischen Region Normandie. Sie liegt zwischen Carentan und Saint-Lô, etwa zehn Kilometer von der Mündung der Vire in den Ärmelkanal entfernt. Vom 10. bis zum 12. Juni 1944 fand die Schlacht bei Graignes statt. Am 28. Februar 2007 fusionierte Graignes mit der Gemeinde Le Mesnil-Angot zu Graignes-Mesnil-Angot.
Graignes hat eine Rennbahn (Sandbahn, Trabrennen).

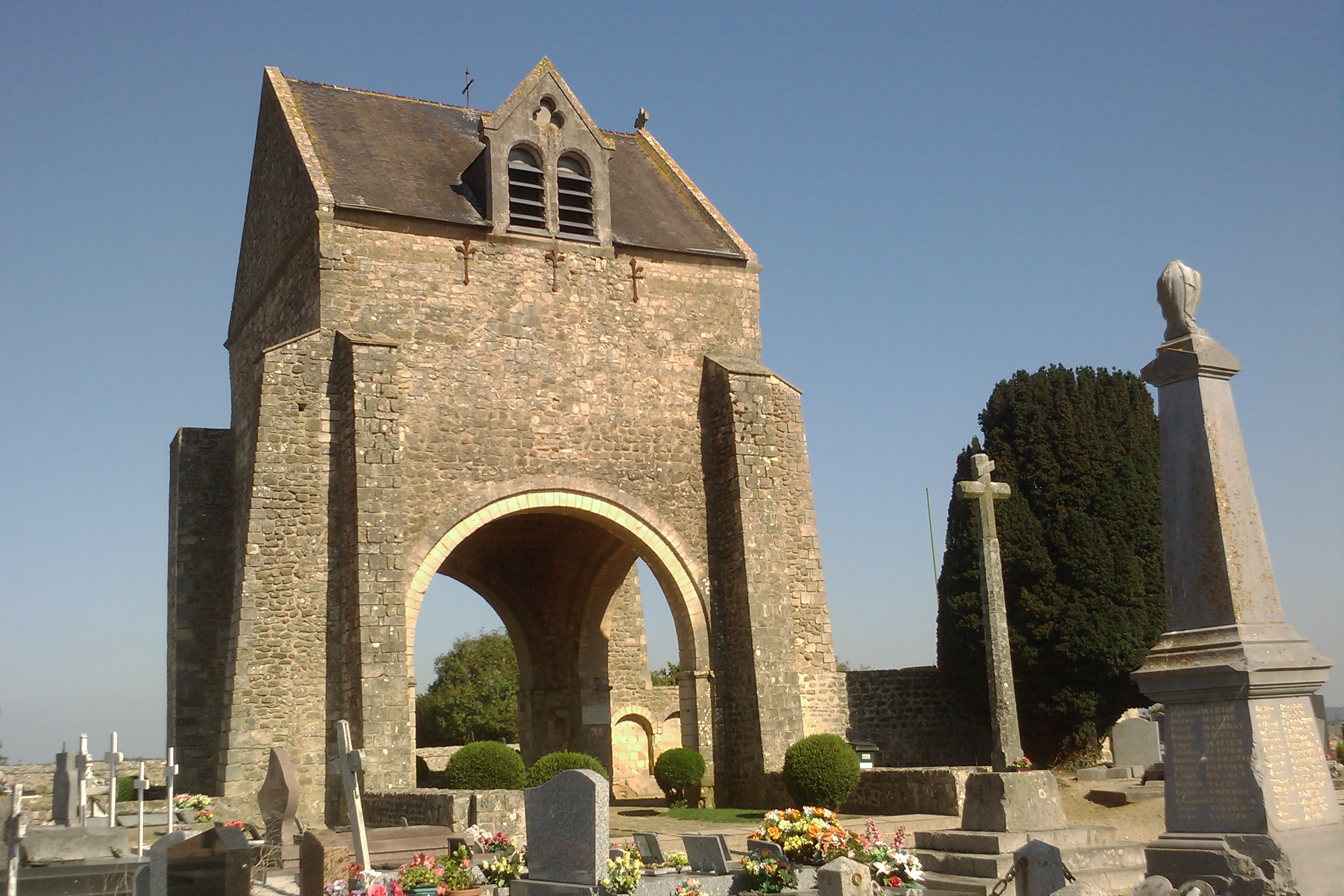
Ehemalige Kirche von Graignes